# マードリー
マードリー（梵: माद्री, Mādrī）は、インド神話の女性である。叙事詩『マハーバーラタ』によるとマドラ国の王の娘で、パーンドゥの第2の妻となり、双生児ナクラとサハデーヴァを生んだ。

## 神話

### 結婚
マードリーは地上に並ぶ者がない美貌の持ち主として、クシャトリヤの間で評判であった。そこでビーシュマはパーンドゥがクンティーと結婚したのち、莫大な財宝をマドラ国にもたらしてパーンドゥの第2の妻として結婚させた。結婚後、パーンドゥはキンダマ仙を殺したため、愛する女性と同衾したときその女性とともに死ぬという呪いを受けた。パーンドゥと2人の妻は悲嘆し、享楽的な生活を捨てて、苦行によって天界に昇る決心をした。
彼らは旅をしながら苦行を続けたが、子孫のいない者は天界に昇ることができないと考えられていたため、パーンドゥはクンティーに子供を作ることを求めた。クンティーはドゥルヴァーサス仙から神々の子供を生むことができるマントラを授けられていた。そこでクンティーはパーンドゥのためにダルマ神、ヴァーユ神、インドラ神を呼び出して、ユディシュティラ、ビーマ、アルジュナを生んだ。パーンドゥはなおも子供を欲したが、クンティーはこれ以上夫以外の男との間に子を成すことを拒んだ。このときマードリーは密かにパーンドゥを通じて、自分にも子供を授けてくれるようクンティーに頼んだ。マードリーにとってクンティーはライバルであるため、夫のためになると分かっていても、自ら頼むことははばかられた。クンティーはパーンドゥの要請を受けて、仕方なくマードリーに一度だけ子供を授かりたい神を心に思い浮かべるよう言った。このときマードリーは賢明にも、一度しかない機会を最大限に生かす選択をした。すなわち彼女が選んだのは双生児神のアシュヴィン双神であり、その結果、双子のナクラとサハデーヴァが生まれた。神から授かる子供は1人だけと思い込んでいたクンティーは、マードリーがアシュヴィン双神を呼び出して双子を授かったのを見て、女の知恵に騙されたと嘆いた。こうしてパーンダヴァ5兄弟が誕生した。

### 死
それからしばらく経ったある年の春、マードリーはパーンドゥと2人で木々が美しい花を咲かせる森の中を散策した。すると森の美しさに魅せられて、パーンドゥの心に愛欲が生じた。そのときマードリーが薄い衣服を着ていたことがさらにパーンドゥの愛欲を高めた。パーンドゥは欲望に支配され、キンダマ仙の呪いを忘れ、マードリーが制止するのも聞かずに強引に交わろうとして命を失った。クンティーは夫の後を追って死のうとしたが、マードリーは「夫は私を求めて死んだのに、その私がどうして夫の愛欲を途絶えさせることができましょうか」と言い、ナクラとサハデーヴァの養育をクンティーに任せて、パーンドゥの火葬の炎に焼かれた。